# Empoasca pinjorensis
Empoasca pinjorensis är en insektsart som beskrevs av Sohi, Mann och Shenhmar 1987. Empoasca pinjorensis ingår i släktet Empoasca och familjen dvärgstritar. Inga underarter finns listade i Catalogue of Life.